# Linköpings valkrets
Linköpings valkrets var vid riksdagsvalen till andra kammaren 1866–1908 en särskild valkrets som motsvarade ett mandat och omfattade Linköpings stad. Valkretsen avskaffades inför riksdagsvalet 1911, då Linköping uppgick i Norrköpings och Linköpings valkrets.

## Riksdagsmän
- Carl Fredrik Ridderstad, min (1867–1869)
- Lars Johan Lönnberg (1870–1873)
- Robert De la Gardie (1874–1875)
- Nils Östling (1876–första riksmötet 1887)
- Christoffer Anjou, nya lmp 1888 (andra riksmötet 1887–1888)
- Robert De la Gardie (1889–1890)
- Fredrik Stånggren, nya lmp (1891–1893)
- Robert De la Gardie, vilde (1894–1902)
- Anders Sterner, lib s (1903–1905)
- Karl Beckman, nfr (1906–1908)
- Olof Hellström, lib s (1909–1911)

## Valresultat

### 1896
| Andrakammarvalet i Sverige 1896: Linköpings valkrets | Andrakammarvalet i Sverige 1896: Linköpings valkrets | Andrakammarvalet i Sverige 1896: Linköpings valkrets | Andrakammarvalet i Sverige 1896: Linköpings valkrets | Andrakammarvalet i Sverige 1896: Linköpings valkrets |
| Kandidat                                             | Kandidat                                             | Röster                                               | Röster                                               | Röster                                               |
| Kandidat                                             | Kandidat                                             | Antal                                                | %                                                    | +− %                                                 |
| ---------------------------------------------------- | ---------------------------------------------------- | ---------------------------------------------------- | ---------------------------------------------------- | ---------------------------------------------------- |
|                                                      | Robert De la Gardie                                  | 340                                                  | 58,6                                                 |                                                      |
|                                                      | Anders Sterner                                       | 239                                                  | 41,2                                                 |                                                      |
|                                                      | Övriga kandidater                                    | 1                                                    | 0,2                                                  | —                                                    |
| Antal giltiga röster                                 | Antal giltiga röster                                 | 580                                                  |                                                      |                                                      |
| Kasserade röster                                     | Kasserade röster                                     | 1                                                    |                                                      |                                                      |
| Totalt                                               | Totalt                                               | 581                                                  |                                                      |                                                      |

Valdeltagandet var 57,1%.

### 1899
| Andrakammarvalet i Sverige 1899: Linköpings valkrets | Andrakammarvalet i Sverige 1899: Linköpings valkrets | Andrakammarvalet i Sverige 1899: Linköpings valkrets | Andrakammarvalet i Sverige 1899: Linköpings valkrets | Andrakammarvalet i Sverige 1899: Linköpings valkrets |
| Kandidat                                             | Kandidat                                             | Röster                                               | Röster                                               | Röster                                               |
| Kandidat                                             | Kandidat                                             | Antal                                                | %                                                    | +− %                                                 |
| ---------------------------------------------------- | ---------------------------------------------------- | ---------------------------------------------------- | ---------------------------------------------------- | ---------------------------------------------------- |
|                                                      | Robert De la Gardie                                  | 284                                                  | 43,5                                                 | ▼15,1%                                               |
|                                                      | Fredrik Gustafsson                                   | 270                                                  | 41,3                                                 |                                                      |
|                                                      | Anders Sterner                                       | 99                                                   | 15,2                                                 | ▼26,0%                                               |
| Antal giltiga röster                                 | Antal giltiga röster                                 | 653                                                  |                                                      |                                                      |
| Kasserade röster                                     | Kasserade röster                                     | 2                                                    |                                                      |                                                      |
| Totalt                                               | Totalt                                               | 655                                                  |                                                      |                                                      |

Valet ägde rum den 22 september 1899. Valdeltagandet var 65,3%.

### 1902
| Andrakammarvalet i Sverige 1902: Linköpings valkrets | Andrakammarvalet i Sverige 1902: Linköpings valkrets | Andrakammarvalet i Sverige 1902: Linköpings valkrets | Andrakammarvalet i Sverige 1902: Linköpings valkrets | Andrakammarvalet i Sverige 1902: Linköpings valkrets |
| Kandidat                                             | Kandidat                                             | Röster                                               | Röster                                               | Röster                                               |
| Kandidat                                             | Kandidat                                             | Antal                                                | %                                                    | +− %                                                 |
| ---------------------------------------------------- | ---------------------------------------------------- | ---------------------------------------------------- | ---------------------------------------------------- | ---------------------------------------------------- |
|                                                      | Anders Sterner                                       | 434                                                  | 53,3                                                 | ▲38,1%                                               |
|                                                      | Edvard Brändström                                    | 380                                                  | 46,6                                                 |                                                      |
|                                                      | Övriga kandidater                                    | 1                                                    | 0,1                                                  | —                                                    |
| Antal giltiga röster                                 | Antal giltiga röster                                 | 815                                                  |                                                      |                                                      |
| Kasserade röster                                     | Kasserade röster                                     | 2                                                    |                                                      |                                                      |
| Totalt                                               | Totalt                                               | 817                                                  |                                                      |                                                      |

Valet ägde rum den 23 september 1902. Valdeltagandet var 73,3%.

### 1905
| Andrakammarvalet i Sverige 1905: Linköpings valkrets | Andrakammarvalet i Sverige 1905: Linköpings valkrets | Andrakammarvalet i Sverige 1905: Linköpings valkrets | Andrakammarvalet i Sverige 1905: Linköpings valkrets | Andrakammarvalet i Sverige 1905: Linköpings valkrets |
| Kandidat                                             | Kandidat                                             | Röster                                               | Röster                                               | Röster                                               |
| Kandidat                                             | Kandidat                                             | Antal                                                | %                                                    | +− %                                                 |
| ---------------------------------------------------- | ---------------------------------------------------- | ---------------------------------------------------- | ---------------------------------------------------- | ---------------------------------------------------- |
|                                                      | Karl Beckman                                         | 540                                                  | 57,2                                                 |                                                      |
|                                                      | Anders Sterner                                       | 403                                                  | 42,7                                                 | ▼10,6%                                               |
|                                                      | Övriga kandidater                                    | 1                                                    | 0,1                                                  | —                                                    |
| Antal giltiga röster                                 | Antal giltiga röster                                 | 944                                                  |                                                      |                                                      |
| Kasserade röster                                     | Kasserade röster                                     | 2                                                    |                                                      |                                                      |
| Totalt                                               | Totalt                                               | 946                                                  |                                                      |                                                      |

Valet ägde rum den 15 september 1905. Valdeltagandet var 64,2%.

### 1908
| Andrakammarvalet i Sverige 1908: Linköpings valkrets | Andrakammarvalet i Sverige 1908: Linköpings valkrets | Andrakammarvalet i Sverige 1908: Linköpings valkrets | Andrakammarvalet i Sverige 1908: Linköpings valkrets | Andrakammarvalet i Sverige 1908: Linköpings valkrets |
| Kandidat                                             | Kandidat                                             | Röster                                               | Röster                                               | Röster                                               |
| Kandidat                                             | Kandidat                                             | Antal                                                | %                                                    | +− %                                                 |
| ---------------------------------------------------- | ---------------------------------------------------- | ---------------------------------------------------- | ---------------------------------------------------- | ---------------------------------------------------- |
|                                                      | Olof Hellström                                       | 708                                                  | 51,8                                                 |                                                      |
|                                                      | Karl Beckman                                         | 657                                                  | 48,1                                                 | ▼9,1%                                                |
|                                                      | Övriga kandidater                                    | 1                                                    | 0,1                                                  | —                                                    |
| Antal giltiga röster                                 | Antal giltiga röster                                 | 1366                                                 |                                                      |                                                      |
| Kasserade röster                                     | Kasserade röster                                     | 1                                                    |                                                      |                                                      |
| Totalt                                               | Totalt                                               | 1367                                                 |                                                      |                                                      |

Valet ägde rum den 25 september 1908. Valdeltagandet var 76,5%.